# 荃灣（愉景新城）巴士總站

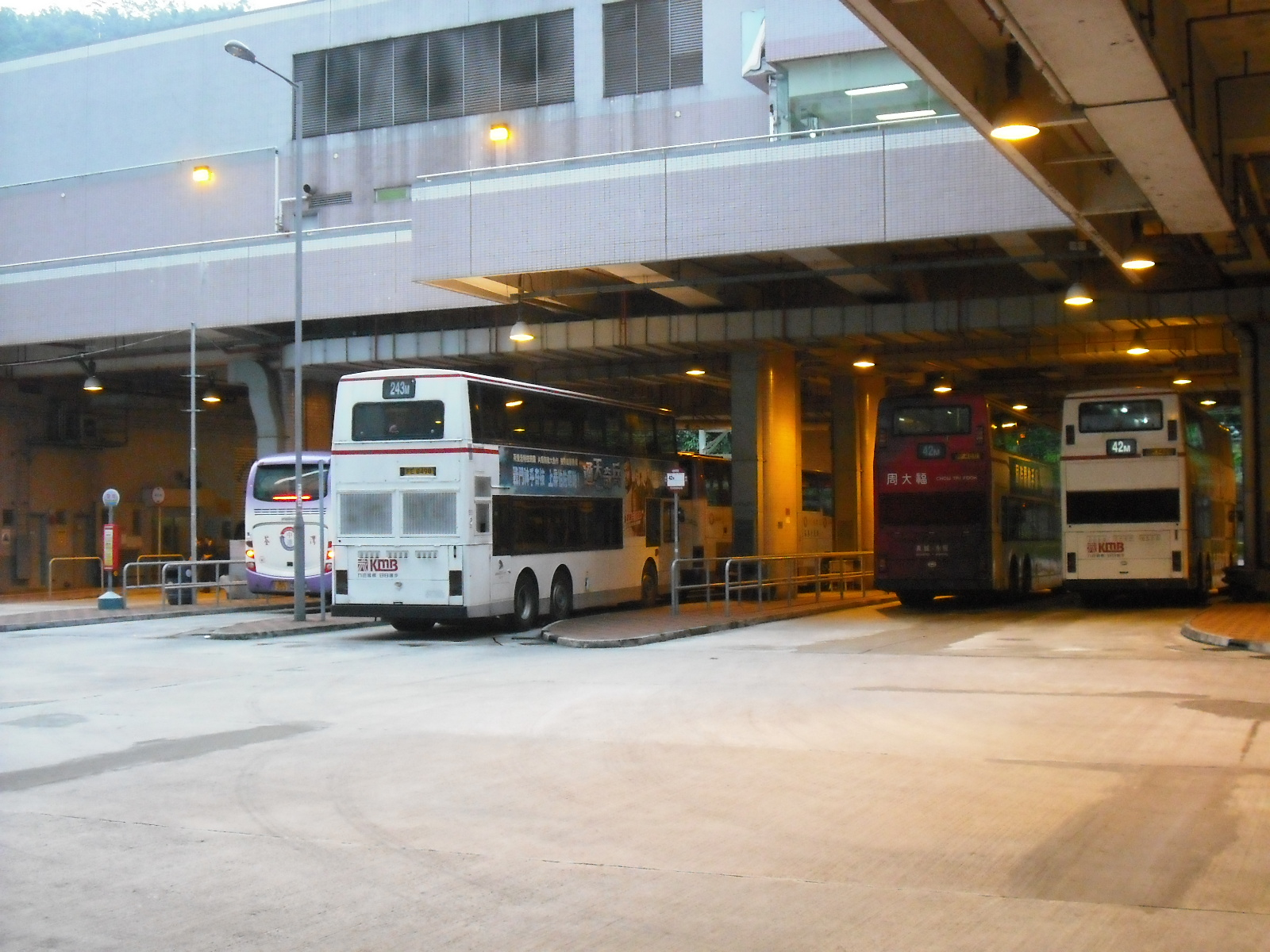
荃灣（愉景新城）巴士總站

荃灣（愉景新城）巴士總站（英語：Tsuen Wan (Discovery Park) Bus Terminus）位於香港荃灣荃景圍體育館地下，為一個坑狀巴士總站。現時有十一條專利巴士路線及一條跨境巴士路線以此為總站，另有兩條專利巴士路線途經此站。

## 總站路線資料（巴士）

### 九龍巴士33R線
- 荃灣（愉景新城） ↔ 北潭涌

2022年12月17日開辦，途經大網仔、企嶺下、樟木頭、馬鞍山市中心、城門隧道、荃灣市中心及如心廣場，本線只於假日提供服務。

### 九龍巴士42M線
- 青衣（長宏邨） ↔ 荃灣（愉景新城）

提供青衣長宏邨、長亨邨及長安邨往來荃灣的巴士服務。於1990年2月5日以42B線的名義投入服務，以配合長亨邨及青欣臨時房屋區入伙，1991年1月13日更改編號為42M。

### 九龍巴士243M線
- 青衣（美景花園） ↔ 荃灣（愉景新城）

於1990年11月10日投入服務，來往荃灣及青衣，途經荃灣站、沙咀道、楊屋道、青荃橋、長安邨、青衣邨、翠怡花園、長康邨及長青邨。

### 龍運巴士E31線
- 荃灣（愉景新城） ↔ 東涌（逸東邨）

於1997年5月22日投入服務，由龍運巴士營運，2019年2月2日起，改經荃灣站、沙咀道、大窩口站、青荃橋、長安邨、青衣西路、東涌市中心及滿東邨，為少數不途經香港國際機場的大嶼山對外路線。

### 龍運巴士N31線
- 荃灣（愉景新城） ↔ 機場（地面運輸中心）

於1998年6月22日投入服務，由龍運巴士營運，途經荃灣站、沙咀道、青荃橋、長安邨、青衣西路、東涌北、東涌市中心、逸東邨及機場後勤區，只於深宵時段服務。

### 過海隧道巴士930線
- 會展站 → 荃灣（愉景新城）

提供荃灣市中心、大窩口、葵涌邨、葵興及葵芳往來中區及金鐘的巴士服務，去程並加停西營盤，於1997年5月1日隨西區海底隧道通車翌日而投入服務，2012年7月29日延長為往來此站至灣仔碼頭，由城巴獨自經營，是荃灣及葵涌首條全日服務的過海隧道巴士線,每日10:55或之前往荃灣的班次以此站為總站。

### 過海隧道巴士930A線（下午班次）
- 灣仔（菲林明道） → 荃灣（愉景新城）

提供荃灣西站及楊屋道附近住宅群往中區及金鐘的特快巴士服務，去程並加停西營盤，回程並加停石塘咀，於2009年1月5日投入服務，由城巴獨自經營，祇於平日星期一至五早上開出固定班次2班（08:00、08:10），並於2011年8月15日增設兩班回程班次，逢星期一至五下午18:15及18:45由金鐘（東）開出，途經林士街天橋及石塘咀後直往楊屋道及荃灣西站。2012年2月6日起延長路線，早上班次延長至灣仔碼頭，下午班次延長由灣仔（告士打道）近六國酒店開出，2012年7月29日起下午班次改由灣仔碼頭開出，並延長至此站作終站。

### 過海隧道巴士930X線
- 荃灣（愉景新城） ↔ 銅鑼灣（摩頓台）

提供荃灣市中心特快往來中區、金鐘及灣仔的巴士服務，於2015年7月13日投入服務，由城巴獨自經營，於2018年11月25日提升至全日服務，成為荃灣第2條全日服務的過海隧道巴士線。

### 過海隧道巴士N930線
- 荃灣（愉景新城） ↔ 銅鑼灣（摩頓台）

提供荃灣市中心、大窩口、葵涌邨、葵興及葵芳往來中區、金鐘及灣仔的通宵巴士服務，於2019年9月23日投入服務，由城巴獨自經營。

## 總站路線資料（跨境巴士）

### 中港直通快線（每日0600－2248班次）
- 荃灣（愉景新城） ↔ 皇崗口岸

中港直通快線，由中港直通巴士有限公司營辦，往來皇崗口岸與荃灣，是六條於2004年開辦的皇崗口岸過境巴士之一。荃灣總站設於愉景新城，每晚22:48-06:00期間則以荃灣站巴士總站為總站。

## 途經路線資料（巴士）

### 龍運巴士A31線
- 荃灣（如心廣場） ↔ 機場（地面運輸中心）

於1998年7月6日投入服務，由龍運巴士營運，於1998年7月6日投入服務。2016年12月3日起，改經愉景新城、荃灣站、悅來酒店、環宇海灣、青荃橋、長安邨、青衣北岸公路、青嶼幹線、一號客運大樓及港珠澳大橋香港口岸，並在來回程途經本站。

### 龍運巴士NA31線
- 荃灣（如心廣場） ↔ 港珠澳大橋香港口岸（經機場客運大樓）

於2017年4月8日投入服務，途經愉景新城、荃灣站、悅來酒店、環宇海灣、青荃橋、長安邨、青衣北岸公路、青嶼幹線、國泰城及一號客運大樓，只於深宵時段提供服務，並在來回程途經本站。

## 外部連結
- 九巴 （页面存档备份，存于）
- 荃灣（愉景新城）巴士總站 （页面存档备份，存于），城巴／新巴
- 龍運巴士 （页面存档备份，存于）

22°22′39″N 114°06′41″E / 22.3774662°N 114.1112505°E